# Donald Johansson
Donald Johansson (29 agosto 1913 – 9 settembre 2004) è stato un fondista svedese.

## Biografia
A Lahti 1938 vinse la medaglia di bronzo nella staffetta 4x10 km con la nazionale svedese, composta anche da Martin Matsbo, Sven Hansson e Sigurd Nilsson e che segnò il tempo di 2:43:05. Meglio di loro fecero le nazionali norvegese e finlandese. Nella 18 km Johansson fu trentesimo.
Johansson vinse anche un argento nella staffetta ai "Mondiali" del 1941, in seguito dichiarati nulli dalla FIS, in squadra con Carl Pahlin, Nils Östensson e Alfred Dahlqvist.

## Palmarès

### Mondiali
- 1 medaglia:
  - 1 bronzo (staffetta a Lahti 1938)